# علي مهدي الشنواح
علي مهدي علوي الشنواح (9 مايو 1936-11 نوفمبر 1985)، شاعر ومناضل قومي يمني وأحد أبرز المناضلين التقدميين في تاريخ اليمن المعاصر وشعراء العصر الثوري. ارتبط أدبه بالذاكرة الوطنية في خضم التحولات الثورية الكبرى التي شهدتها اليمن مع ميلاد الجمهورية والاستقلال الوطني.، لعب دورا في ثورتي 26 سبتمبر ضد حكم الإمامة وثورة 14 اكتوبر ضد الاحتلال البريطاني.  عرف باسم «شاعر الجياع».[بحاجة لمصدر]

## ولادته ونشأته
ولد علي مهدي الشنواح لأسرة فقيرة في التاسع من شهر مايو 1936م في حريب التابعة للواء البيضاء «حالياً تابعة محافظة مارب». عاش وترعرع  في طفولته وفي صباه وفي شبابه فقيرا ميسو الحال. وفي حريب تعلم مبادئ القراءة والكتابة في المعلامة التي يدرِّس فيها فقيه مندوب من الإمام، وعندما بلغ سن اليفاعة أخذ والده يصطحبه معه في تنقلاته بحثاً عن مصدر رزق الكفاف له ولأفراد عائلته. عُرف منذ طفولته بالذكاء الفطري والموهبة والاعتداد بالنفس والعطف على أمثاله من الفقراء
بدأ ينظم الشعر في وقت مبكر من حياته، إذ ولَّدت لديه المعاناة التي  عاشها وأسرته الحاجة للتعبير عن أحاسيسه، فتفجرت في هيئة شعر وكشفت تلك الظروف ان له موهبة شعرية غلب على توجهها التعبير عن مشاعر الكادحين ومعاناتهم، وقد أطلق عليه الرئيس الجنوبي سالم ربيع علي لقب (شاعر الجياع). بدأ يقول الشعر في لهجة عامية، ثم استمر في تطوير موهبته تلك  وفقاً لإدراك الأبعاد الحياتية والمعاناة الكونية الإنسانية.
وعن تجربته الشعرية يقول في إحدى المسوّدات التي عثر عليها في مكتبته الخاصة بعد وفاته: «أذكر أنني بدأت أقول الشعر وأنا في سن (14) سنة، ولكن باللهجة العامية وفي المحيط الذي أعيش فيه، ومن الطبيعي أنني تأثرت بالكثير من الشعراء العاميين في (حريب) و (بيحان)، ومنهم شعراء بارزون مثل: علي ناصر القردعي، وعبد اللَّه بن عبد اللَّه الكدادي، وكنت أحفظ كثيراً من أشعارهما، إلى جانب الكثير من الأشعار والزوامل التي تُلقى في مناسبات الزواج والأعياد، إضافةً إلى تأثري بوالدي الذي كان شاعراً وأختي الكبرى التي كانت هي شاعرة، وكذا الشاعرين درجان وزبيّن الحداد.
مع قيام ثورة 26 سبتمبر خص علي مهدي إهتماماته  النضالية بالقضايا الاجتماعية، وعلى صعيد حرية الجزء المحتل من الوطن دخل في ترجمة النضال ضد الاستعمار، وتطورت في ربط ذلك النضال بالقضايا الاجتماعية عبر تطور النضال المسلح في جنوب الوطن وانتصار ثورة الرابع عشر من أكتوبر بقيادة (التنظيم السياسي، الجبهة القومية)، وعبر عن ذلك بأكثر من قصيدة  كانت تنشر في حينه في كل من جريدتي (الأمل) و(المصير).

### في المهجر
بحسب نجله توفيق فقد تعرض والده إلى السجن في قلعة حريب على يد عامل الإمام  «ابن إسحاق» عام 1953م بسبب تمرده عن مراسيم الطاعة والانحناء لعامل الإمام، وبعد خروجه من السجن عام 1953 اضطر للسفر إلى  السعودية هرباً من قمع السلطة في حريب ومطاردتها له، وهرباً في الوقت نفسه من الفاقة والفقر الذي كانا يكتنفا حياته وحياة اسرته، وقد أشار إلى هذا في مقطع من قصيدة «الأقنان والعواصف»  التي قالها عام 1967م:
نصيحة والدي
«غداً يا طيّب «السبات»
سافر حيثما ترزق
سئمنا نفرش القُبلات في ديوان سيِّدنا
سئمنا نقذف الآهات في أطراف ركبته
نقبِّلها كفى سئمت من القُبلات
كفى حتى (حراقيص الحدج) كنّا نحليها
لنأكلها اختفت واليوم (لا عوسج ولا حرمل)
تغرَّب، آه، يا والدي لا تقلق
في المهجر عمل في مطبعة (الأيام) محرراً وكان في الوقت نفسه تواق إلى مواصلة دراسته وتثقيف ذاته فواصل تعليمه في مدارس ليلية، كان يعطي عمله اهتماً كبيراً فأخذ نشاطه يتسع، حتى أصبح محرراً معروفاً في صحيفة «قريش»، ثم سكرتيراً لتحريرها، وقد تجلى من خلال نشاطه الصحفي والأدبي الطابع التحريضي والنقدي الرافض لأشكال الظلم والاضطهاد والتعبير عن هموم وآمال الناس البسطاء.وعبر عن ذلك في عدد من قصائده.[بحاجة لمصدر]
لم يقف علي مهدي بقصائده عند مجرد التعبير الذاتي وانما حرض الفلاحين المعدمين لانتزاع حقوقهم المستلبة،  وجسّد ذلك بقصائده التي ألهبت الروح الثورية لدى العمال والفلاحين، وأخذت تنشر في أوساط قطاعات مختلفة من الجماهير.

## نضاله
جراء مناهضته لحكام صنعاء في العهد الجمهوري تعرض منزله في حريب للحريق بفعل بعض العناصر النافذة في سلطة الشمال آنذاك وكان ذلك  في عام 1964م وبعد فترة بسيطة أعقب ذلك قذف نفس المنزل بالقنابل اليدوية، في عام 1965م نُصب له كمينا في طريق «الحجلا» أثناء سفره من مدينة حريب إلى صنعاء، حيث أصيب على إثر هذا الكمين برصاصة في قدمه واستشهد عدد من صحبته. وفي أواخر عام 1965م عند دخول الملكيين مدينة حريب تم اقتحام منزلهم ونهب كل ما فيه وإحراق محتويات مكتبته الغنية بالكتب  وفي عام 1968 تعرض للإعتقال والمطاردة من قبل بعض نافذي سلطة الشمال. كما نجا في عام 1969م من محاولة اختطاف قامت بها قوى متنفذة تعمل لصالح حكام صنعاء أثناء دخوله منطقة حريب، إلا أنه تمكن من الهرب إلى الجنوب بمساعدة القوات الجنوبية المرابطة في أطراف حريب. وفي جنوب الوطن واصل نضاله في الكفاح المسلح مع رفاقه من مناضلي الجبهة القومية، الذين عرفوه وعرفهم في الشمال.[بحاجة لمصدر]
أتاح له وجوده في صنعاء اثناء حرب السبعين أن يساهم بفعالية في عملية الدفاع عن صنعاء وفي المساهمة في فك الحصار عنه، وقد اشار جار الله عمر إلى دوره اثناء فك الحصار عن صنعاء في ص 127، 129 من كتابه (القيمة التاريخية لمعركة حصار السبعين يوماً)، وذكر اللواء عز الدين المؤذن  في معرض إجابته له على اسئلة علي محمد العلفي عن حصار صنعاء المنشورة في كتاب (نصوص يمانية - حصار صنعاء) أن علي مهدي ومالك الإرياني وعمر الجاوي كانوا من قادة المقاومة الشعبية التي كانت لها مواقف بطولية في الدفاع عن صنعاء في حصار السبعين عام 1967م، وذكر عبده سلام الدبعي في لقاء صحفي أُجري معه على هامش  ندوة الثورة اليمنية التي عقدت في تعز يوم 28/9/2005  أن علي مهدي كان أحد القادة في قيادة المقاومة وذكر بجانبه في قيادة المقاومة مالك الارياني والصفي احمد محبوب وعمر الجاوي والحاج حسين الوتاري وآخرون، وفي تلك الفترة كان يشغل منصب رئيس تحرير صحيفة الثورة، ولم يقتصر دوره على مجرد رئاسته لتحريرالصحيفة وإلقاء القصائد وكتابة المقالات السياسية، بل قام كواحد من قادة المقاومة  بدور مهم في تعزيز جبهات القتال بالغذاء والمؤن والإمدادات القتالية،  وهو دور لا يقل أهميةً عن دوره البارز في تعبئة الجماهير التي قامت بمظاهرة 3 أكتوبر الشهيرة التي كانت احتجاجاً على وصول اللجنة الثلاثية المنبثقة عن مؤتمر القمة العربي الذي انعقد في الخرطوم، والتي ترمي إلى جرّ الجانب الجمهوري إلى التفاوض على مسيرة الثورة والنظام الجمهوري.

## مؤلفاته
له خمسة دوواين شعرية خمسة مطبوعة وهي:
- الأقنان والعواصف
- سمر على منارة نبهان
- لحن الحب والبنادق
- الأموات يتكلمون
- أوراق من ابجدية الحب

وسادس لم يطبع «الحميد ابن منصور يعود للقرن العشرين» بالإضافة لعشرات القصائد الشعبية والغنائية وغيرها من فنون الشعر الشعبي.

## وفاته
توفي في 11 نوفمبر 1985م في بيحان - محافظة شبوة عن عمر ناهز الخمسين عاماً.

## التكريم
تم تكريمه في أكثر من فعالية ومنها اتحاد الأدباء والكتاب اليمنيين فرع صنعاء الذي أقام فعالية ثقافية عن مسار نضالاته صباح الإثنين 5/1/2015. وكرّم في مهرجان يوم الأديب اليمني الذي أقامته في عدن منظمة الأمانة العامة لإتحاد الكتاب في اليمن خلال الفترة من 27- 29 أكتوبر 2007م  ضمن 73 شخصية أدبية أخرى.[بحاجة لمصدر]